# Entiat Mountains
Die Entiat Mountains oder Entiat Range sind ein Gebirgszug im US-Bundesstaat Washington. Er liegt westlich des Columbia River, nördlich des Wenatchee River und südlich des Entiat River; sie sind Teil des Nördlichen Kaskadengebirges, einem Teil der Kaskadenkette. Die Entiat Mountains sind weniger in Ost-West- als in Nord-Süd-Richtung ausgedehnt. Das Entiat River Valley trennt sie von den Chelan Mountains im Nordosten. Nach Osten und Süden, jenseits des Wenatchee River und seiner Nebenflüsse wie dem Chiwawa River, liegen die Wenatchee Mountains.
Die Entiat Mountains erstrecken sich südlich des Columbia River zwischen den Mündungen des Entiat und des Wenatchee River. Ihr nördliches Ende verbindet sie mit dem Nordende der Chelan Mountains. Der Großteil der Gebirgskette liegt im Wenatchee National Forest. Das Nordende ist Teil der Glacier Peak Wilderness.

## Geschichte
Der Name leitet sich vom Stamm der Entiat ab. Eine große Anzahl markanter Punkte einschließlich vieler Berge wurden von Albert H. Sylvester benannt.
Im Juli 2014 wüteten mehrere der Waldbrände in Washington in den Entiat Mountains, darunter das Mills Canyon Fire und das Kelly Mountain Fire.

## Gipfel in den Entiat Mountains
Die Entiat Mountains können in einen (höheren) nördlichen und einen (weniger hohen) südlichen Teil gegliedert werden. Im Norden sind die Berge alle über 2.400 Meter hoch, die drei höchsten über 2.700 m, während der südliche Teil ausnahmslos unterhalb 2.100 Meter liegt. Die folgende Tabelle erhebt keinen Anspruch auf Vollständigkeit.
| Gipfel              | Höhe    | Koordinaten           | Quelle                                                             |
| ------------------- | ------- | --------------------- | ------------------------------------------------------------------ |
| Nördlicher Teil     |         |                       |                                                                    |
| Mount Fernow        | 2.819 m | 48° 10′ N, 120° 48′ W | Mount Fernow, Washington. Abgerufen am 22. Juni 2018.              |
| Seven Fingered Jack | 2.774 m | 48° 9′ N, 120° 49′ W  | Seven Fingered Jack, Washington. Abgerufen am 22. Juni 2018.       |
| Mount Maude         | 2.755 m | 48° 8′ N, 120° 48′ W  | Mount Maude, Washington. Abgerufen am 22. Juni 2018.               |
| Copper Peak         | 2.732 m | 48° 10′ N, 120° 48′ W | Copper Peak, Washington. Abgerufen am 22. Juni 2018.               |
| Dumbell Mountain    | 2.567 m | 48° 11′ N, 120° 52′ W | Dumbell Mountain, Washington. Abgerufen am 22. Juni 2018.          |
| Spectacle Buttes    | 2.369 m | 48° 8′ N, 120° 46′ W  | Spectacle Buttes, Washington. Abgerufen am 22. Juni 2018.          |
| Buckskin Mountain   | 2.476 m | 48° 10′ N, 120° 46′ W | Buckskin Mountain, Washington. Abgerufen am 22. Juni 2018.         |
| Südlicher Teil      |         |                       |                                                                    |
| Cougar Mountain     | 2.042 m | 47° 53′ N, 120° 35′ W | Cougar Mountain, Washington. Abgerufen am 22. Juni 2018.           |
| Tyee Mountain       | 2.028 m | 47° 52′ N, 120° 28′ W | Tyee Mountain, Washington. Abgerufen am 22. Juni 2018.             |
| Sugarloaf Peak      | 1.772 m | 47° 45′ N, 120° 32′ W | Sugarloaf Peak, Washington. Abgerufen am 22. Juni 2018.            |
| Chumstick Mountain  | 1.771 m | 47° 39′ N, 120° 27′ W | Chumstick Mountain, Washington. Abgerufen am 22. Juni 2018.        |
| Burch Mountain      | 1.509 m | 47° 35′ N, 120° 24′ W | Burch Mountain-North Peak, Washington. Abgerufen am 22. Juni 2018. |